# 김은영 (에로배우)
김은영은 대한민국의 배우다. 2017년 《불륜가족》으로 데뷔했다.

## 출연작
- 불륜가족 (2017) - 여대생 선생님 역